# أسترل تشين
أسترال تشين (بالإنجليزية: Astral Chain)‏، هي لعبة فيديو من نوع أكشن، طورتها بلاتينيوم غيمز ونشرتها نينتندو، صدرت اللعبة بتاريخ 30 أغسطس 2019، وتعمل حصراً على منصة نينتندو سويتش.